# Banner (hop)
Banner (USDA 21287) is een hopvariëteit, gebruikt voor het brouwen van bier. Deze Amerikaanse hopvariëteit werd ontwikkeld door Dr. Robert R. Romanko in Parma, Idaho en op de markt gebracht in 1996. De variëteit is ontstaan na een open bestuiving van een zaailing van Brewer's Gold en is een “halfzuster” van Aquila.
Deze hopvariëteit is een “dubbeldoelhop”, bij het bierbrouwen gebruikt zowel voor zijn aromatische als zijn bittereigenschappen.

## Kenmerken
- Alfazuur: 8,4 - 13%
- Bètazuur: 5,3 - 8%
- Eigenschappen: gelijkend op Aquila en Cluster